# Het lekkere lab
Het lekkere lab is een stripverhaal uit de reeks van Suske en Wiske. Het is geschreven door Peter Van Gucht en getekend door Luc Morjaeu. Het kwam uit als 349ste album in de Vierkleurenreeks op 3 september 2019. 

## Personages
- Suske, Wiske, Lambik, Jerom, tante Sidonia, professor Barabas, kok Gino Broccoli, klant, notaris, broer van Gino en zijn twee handlangers Luciano en Pietro, tegenstanders broer van Gino, barkeepster, Galliërs, wedstrijdjury, Adamo, rechter, politieagent, gevangenen, publiek prijsuitreiking

## Locaties
- Restaurant Dolce Vomito, huis van tante Sidonia, pand van de broer van Gino, huis en laboratorium van professor Barabas, kroeg "Bij Zatte Rita", rechtbank, gevangenis, feestzaal.

## Uitvindingen
- Teletijdmachine, machine waarmee eetbare wolken kunnen worden gemaakt

## Verhaal
Een klant vlucht uit een restaurant doordat het eten afschuwelijk smaakt. De kok wil meedoen aan de wedstrijd "Het Uitgelikte Bord" en op die manier meer klanten lokken. De broer van de kok is een maffiosi en hij gebruikt het eten om mensen te martelen. Tante Sidonia erft drie geiten van haar overleden groottante Hildegonde Van Stiefrijcke die op 98-jarige leeftijd is overleden. Ze besluit kaas te maken van de melk. Professor Barabas is depressief en de vrienden proberen hem te helpen. Hij vindt het vreselijk dat zijn uitvindingen altijd worden misbruikt voor geldgewin. Als hij de geitenkaas van tante Sidonia proeft, wil hij deze verbeteren en hij maakt een superstremsel. De kaas smaakt beter en hierdoor krijgt professor Barabas weer zin in het leven. Hij besluit zijn gaven te gebruiken om lekker eten te maken voor de mensheid op een manier dat de natuur en dieren niet hoeven te lijden. De textuur is vreselijk en Wiske herinnert zich dan dat ze ooit wolken aten, waarna de professor deze textuur toepast. Lambik wordt als proefpersoon gevraagd en hij vindt het heerlijk.
Lambik neemt een wolkje mee naar huis zodat Jerom het ook kan proeven, maar belandt onderweg in de kroeg. Daar komt ook Gino Broccoli(de kok uit het restaurant) en hij is radeloos, want hij heeft ruzie met zijn broer. Hij is erachter gekomen dat zijn eten wordt gebruikt om mensen te martelen en hij heeft zijn broer gezegd dat hij zijn financiële steun niet meer wil. Hij wil de wedstrijd winnen en als dit lukt, zal zijn schuld kwijtgescholden worden door zijn broer. Lukt dit niet, dan verliest hij alles. Als hij het wolkje proeft, weet hij dat hij daarmee de wedstrijd kan winnen. Suske, Wiske en Lambik helpen professor Barabas die een restaurant in zijn laboratorium heeft geopend. Gino wil het geheim van de wolken kopen, maar de professor weigert en hij wordt uit het pand gezet. Het mislukt ook om 's nachts in te breken, want hij wordt door de vrienden ontdekt. Dan besluit hij zich te vermommen en komt als maître in dienst. Hij ziet de teletijdmachine en is erg naar tegen Suske, Wiske en Lambik. Al snel zorgt hij ervoor dat de vrienden worden ontslagen en hij bewerkt professor Barabas. 
Lambik is beledigd en boos, maar Jerom vertrouwt het niet en gaat naar de professor. Met een smoes lokt Gino hem in de teletijdmachine en de professor heeft niks door. Jerom zoekt naar frambozen in de tijd van de Galliërs. Gino laat de professor veel smaken maken, maar het restaurant is leeg. Gino neemt de wolken mee naar zijn flat en dit wordt gezien door de vrienden. Wiske besluit dan ook mee te doen aan de wedstrijd. Jerom wordt terug geflitst, maar dan wordt de professor ontvoerd. Hij wordt gemarteld met het eten van Gino, maar de vrienden kunnen hem bevrijden. Door een list kunnen de maffiosi voorkomen dat de vrienden in het laboratorium komen en Gino wil zijn wolkjes gereed maken voor de wedstrijd. Hij heeft ze ingevroren om ze goed te houden, maar ze blijken te smelten. Gino flitst een dodo uit Mauritius uit 1690 naar het heden en bereid het dier. De jury vindt het vreselijk smaken en hun magen worden leeggepompt in het ziekenhuis. Andere juryleden komen bij professor Barabas en hij bereidt wat wolkjes, maar zijn uitvinding is gesaboteerd en ontploft. Als de jury boos wil vertrekken, komt tante Sidonia met haar zelfgemaakte geitenkaas en de door Jerom gevonden frambozen binnen en ze wint de wedstrijd.  
De maffiosi worden door een rechter veroordeeld tot gevangenisstraf. Gino wil daar koken en zijn broer bedenkt dat ze kunnen ontsnappen in de chaos die dan zal ontstaan. Gino heeft echter een recept van professor Barabas gemaakt en dit is best lekker. Tante Sidonia ontvangt "Het Uitgelikte Bord" en ze heeft de drie geiten en haar vrienden meegenomen naar de feestelijke bijeenkomst.